# Konabembe (peuple)
Pour les articles homonymes, voir Konabembe.
Les Konabembe (ou Kounabembe, Nkonabeeb, Konabem, Kunabeeb, Nkumabem) sont une population du Cameroun vivant dans la Région de l'Est et le département du Boumba-et-Ngoko, notamment dans l'arrondissement de Yokadouma, dans des localités telles que Bangué, Gribé, Madjoué, Massea ou Ngatto Nouveau.

## Langue
Ils parlent, une langue bantou du groupe makaa-njem.